# Чернорък гибон
Чернорък гибон още унгка (Hylobates agilis) е вид бозайник от семейство Гибони (Hylobatidae). Видът е застрашен от изчезване.

## Разпространение
Разпространен е в Индонезия (Калимантан и Суматра), Малайзия (Западна Малайзия) и Тайланд.